# Bluszcz kolchidzki
Bluszcz kolchidzki (Hedera colchica) – gatunek pnącza z rodziny araliowatych (Araliaceae). Występuje na Kaukazie i Północnej Anatolii.

## Morfologia

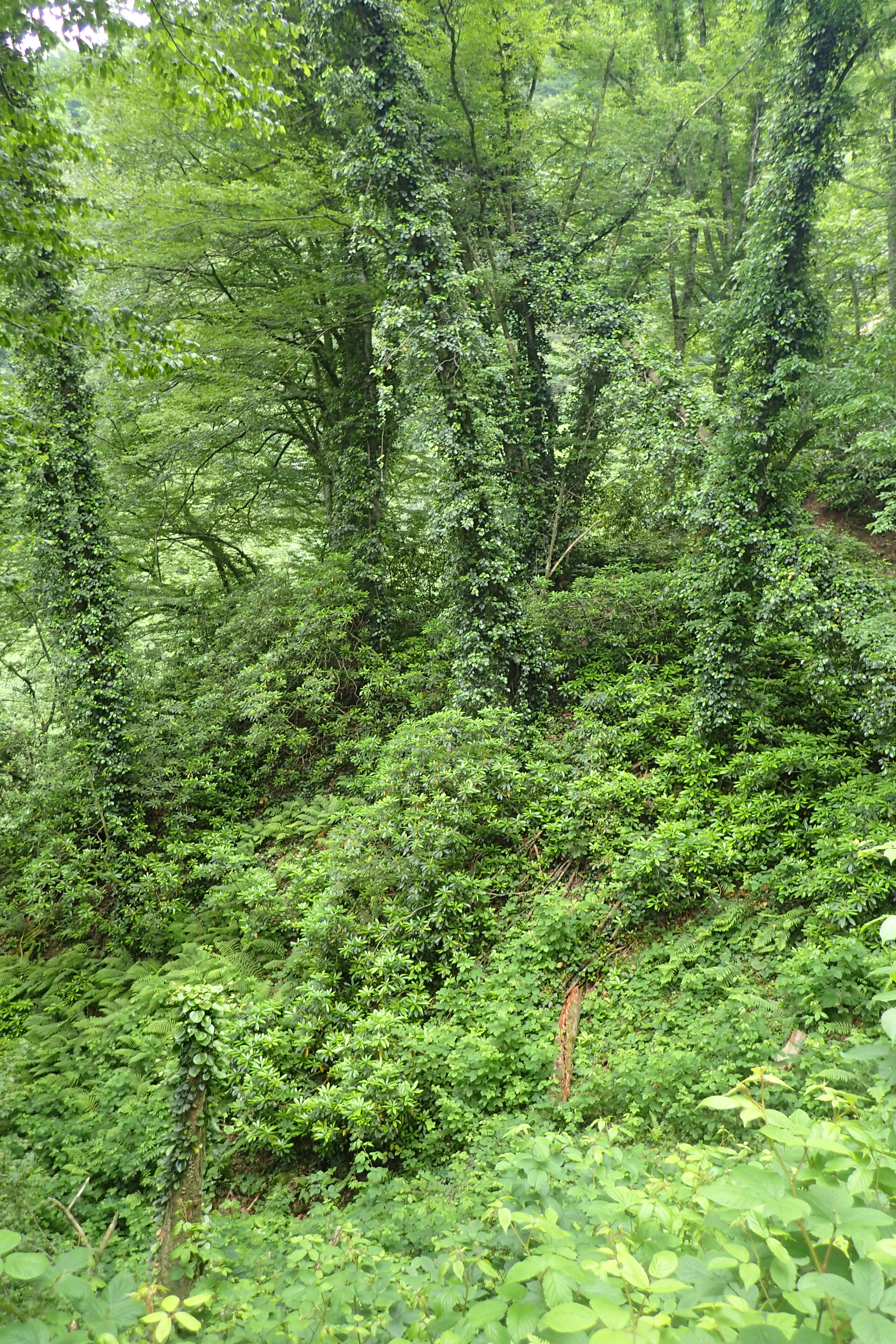
Las w Gruzji porośnięty bluszczem kolchidzkim

ŁodygaPnącze i roślina płożąca. Rośnie silnie choć słabiej niż bluszcz pospolity, na ogół dorasta do 10–12 m wysokości.
LiścieSzerokojajowate do eliptycznych, długości 10–20 cm (największe w rodzaju Helix), przeważnie całobrzegie, rzadko słaboklapowane, u podstawy sercowate lub zaokrąglone, skórzaste. Włoski występujące na dolnej stronie liści są promieniste z liczbą promieni do 25 sztuk.
OwocPestkowiec, po dojrzeniu czarny.

## Zastosowanie
Roślina bardziej wrażliwa na niskie temperatury niż bluszcz pospolity przez co rzadziej spotykana w uprawie w klimacie umiarkowanym. Nie lubi gleb suchych i kwaśnych. Uprawiana także jako roślina doniczkowa do dekoracji wnętrz. W uprawie w Polsce najczęściej spotyka się odmianę – ‘Sulphur Heart’ o jasnozielonych liściach, z nieregularnego kształtu żółtawą plamą na środku. Odmiana efektowna i poszukiwana przez amatorów. Od niedawna także w uprawie H. colchica ‘Dentata Variegata’ o nierównomiernym jasnożółtym brzegu liścia.